# Dschuhor ad-Dik
Dschuhor ad-Dik (arabisch جحر الديك Dschuhr ad-Dik, DMG Ǧuḥr ad-Dīk ‚Bau des Hahns‘) ist ein palästinensisches Dorf im Gouvernement Gaza des Staates Palästina im Gazastreifen. Nach Angaben des palästinensischen Zentralamts für Statistik hatte das Dorf 2017 eine Bevölkerung von 4.586. Es ist 8 km von Gaza-Stadt entfernt.

## Geografie und Infrastruktur
Dschuhor ad-Dik ist 8 km von Gaza-Stadt entfernt. Es grenzt im Osten an die Grüne Linie, im Westen an Salah al-Din-Straße, im Norden grenzt es an die Karnei-Netzarim-Straße und im Süden grenzt es an Wadi Gaza. Das Einflussgebiet beträgt 6.200 Dunams. Dschuhor ad-Dik gilt als landwirtschaftliches Grenzdorf. Aus wirtschaftlicher Sicht sind die Einwohner hauptsächlich von ihrer Landwirtschaft abhängig, und ihre wichtigsten Nutzpflanzen sind Oliven, Zitrusfrüchte und Gemüse.
Das Dorf Wadi Gaza, das die Palästinenser nur als „Juhr ad-Dik“ kennen, ist die einzige Mülldeponie im Gazastreifen, aber gleichzeitig Teil des wichtigen Gemüsegürtels, da es die fruchtbarsten Gebiete für die Landwirtschaft.

## Geschichte
Bei der vom Palästinensischen Zentralbüro für Statistiken (PCBS) durchgeführten Volkszählung des Jahres 1997 machten palästinensische Flüchtlinge, welche infolge der Nakba vertrieben wurden, insgesamt 72,3 Prozent der Einwohner aus. Zu diesem Zeitpunkt hatte Dschuhor ad-Dik noch 2275 Einwohner.

### Gazakriege
Während der israelischen Invasion im Gazastreifen im Jahr 2009 kam es in Dschuhor ad-Dik häufig zu Kämpfen zwischen israelischen Truppen und palästinensischen Milizionären, wobei bis zum Ende des Konflikts über 100 Häuser des Dorfes von israelischen Streitkräften dem Erdboden gleichgemacht wurden.
Das Dorf litt stark unter dem Gaza-Krieg 2014, viele seiner Gebäude wurden in Schutt und Asche gelegt. Laut The New Arab gab es im Januar 2015 nach dem Krieg „kein einziges Haus mehr im Dorf“.
Die israelische NGO Breaking the Silence veröffentlichte ein anonymes Interview mit einem Oberfeldwebel des IDF-Panzerkorps, der von der massiven Zerstörung von Häusern und Bäumen im Dorf durch seine Einheit mit IDF-Caterpillar-D9-Bulldozern berichtete.
Die größte Mülldeponie im nördlichen Gazastreifen befindet sich im Gebiet Dschuhor ad-Dik, etwa 500 Meter vom Grenzzaun zum Gazastreifen entfernt. Im September 2023 kam es aufgrund einer starken Hitzewelle zum Ausbruch eines mehrtägigen Brandes auf der Deponie. Während des Israel-Hamas-Kriegs im Jahr 2023 begannen sich in den Straßen von Gaza-Stadt Abfälle anzusammeln, da die städtischen Müllmänner aufgrund der schweren israelischen Bombardierung nicht in der Lage waren, sie zur Mülldeponie Dschuhor ad-Dik zu transportieren
Am 28. Oktober 2023 fand ein IDF-Angriff im Gazastreifen östlich des Flüchtlingslagers al-Bureij im Gebiet Dschuhor ad-Dik statt. Während der israelischen Invasion im Gazastreifen waren israelische Infanterie- und Panzertruppen in der Nähe von Dschuhor ad-Dik häufig das Ziel von Hinterhalten, Mörserangriffen und Panzerabwehrfeuern der Qassam-Brigaden der Hamas. Am 19. November töteten palästinensische Milizkämpfer bei einem Hinterhalt 6 IDF-Soldaten.